# Bohdalov
Bohdalov (německy Bochdalau) je městys v kraji Vysočina, 11 km jihozápadně od Žďáru nad Sázavou směrem na Jihlavu. Žije zde přibližně 1 200 obyvatel. Okolo obce se nachází velké množství rybníků, které napájejí Bohdalovský potok, jeden z přítoků řeky Oslavy. Ves se nachází v centru přírodního parku Bohdalovsko na úbočí hřebene Arnoleckých hor.
V obci se nachází základní škola, nákupní středisko a dvě hospody. Z podnikatelských subjektů pak zemědělské družstvo, škrobárna a rekreační středisko.

## Historie
První písemná zmínka o obci, tehdy ještě pod názvem Bohdalau, pochází z roku 1349, kdy byla ves v majetku Jindřicha z Osové, jenž příslušel k významnému rodu pánů z Ronova. Mezi pozdější vlastníky patřili: 1366 Zdeněk Nos a Čeněk z Ronova, 1380 Smil z Ronova, který zde vystavěl tvrz Pelfrýd, dále pak 1430 Václav Šturm z Ronova, 1448–1551 Pernštejnové, 1551 Václav Chroustenský z Malovar a v letech 1622–1850 italský rod Collaltové.
V roce 1874 zde místní občané založili Sbor dobrovolných hasičů. Roku 1875 založil Jan Nepomuk Heimrich v obci parní mlýn s pilou, továrnu na škrob, sirup a hroznový cukr, ke konci století pak strojírnu na výrobu parních a hospodářských strojů. Roku 1902 byla zprovozněna cihelna, 1903 tírna na len a 1931 lihovar. Roku 1946 byla zřízena měšťanská škola.
Dne 12. dubna 2007 byl obci vrácen status městyse. V letech 2006–2010 působil jako starosta Květoslav Šafránek, od roku 2010 tuto funkci vykonává Ing. Arnošt Juda.

## Přírodní poměry
Bohdalov stojí v jádru přírodního parku Bohdalovsko. Jižně od městyse se nachází přírodní rezervace Baba – V bukách a přírodní památka Belfrídský potok. Na severním okraji městečka leží přírodní památka Laguna u Bohdalova.

### Rybníky
Soustava bohdalovských rybníků se rozkládá přímo ve vsi i v jejím okolí. Přímo ve vsi se nalézají tyto rybníky:
- Hornomlýnský rybník
- Dolnomlýnský rybník
- Záhumenní rybník

V okolí vsi pak:
- Horní křivý rybník
- Dolní křivý rybník
- Olšinský rybník
- Vazebný rybník
- Bohdalovský rybník
- Brychzovský rybník
- Spálený rybník
- Jirkovský rybník

## Obyvatelstvo
| Rok            | 1869 | 1880 | 1890 | 1900 | 1910 | 1921 | 1930 | 1950 | 1961 | 1970 | 1980 | 1991 | 2001 | 2011 | 2021 |
| -------------- | ---- | ---- | ---- | ---- | ---- | ---- | ---- | ---- | ---- | ---- | ---- | ---- | ---- | ---- | ---- |
| Počet obyvatel | 757  | 909  | 857  | 837  | 813  | 768  | 701  | 671  | 712  | 738  | 789  | 846  | 868  | 868  | 922  |
| Počet domů     | 100  | 108  | 112  | 114  | 113  | 114  | 124  | 153  | 162  | 172  | 197  | 240  | 256  | 283  | 314  |

## Školství
- Základní škola a mateřská škola Bohdalov

## Pamětihodnosti
- farní kostel sv. Vavřince – pochází z konce 14. století[4], barokně přestavěn 1736–1758, střecha věže upravena 1842, další úpravy kostela po požárech roku 1872 a 1895, z gotického období zachována sakristie, presbytář a křížová žebrová klenba [9]
- Tvrz na Bohdalovském rybníce
- fara čp. 44 u kostela
- socha svatého Jana Nepomuckého na návsi
- pomník padlým z roku 1920, u kostela

## Rodáci
- František Tuna (1810–1862), rektor Univerzity Karlovy
- Jan Nepomuk Heimrich (1853–1933), poslanec zemského sněmu a Říšské rady
- Antonín Promberger (1862–1937), učitel, hudebník
- Bohumil Křesťan (1939–2009), autokrosový závodník[5]

## Galerie

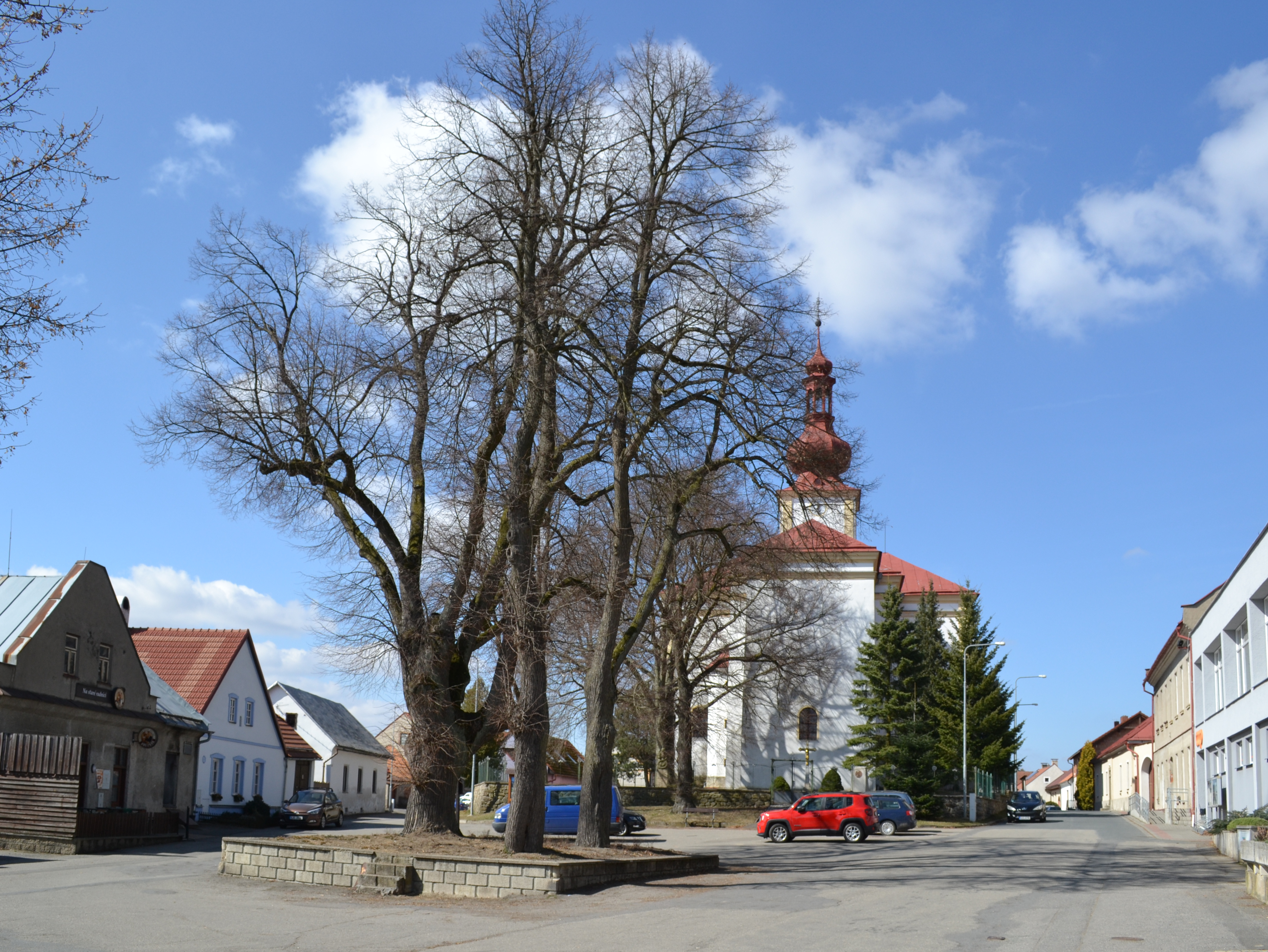
náves
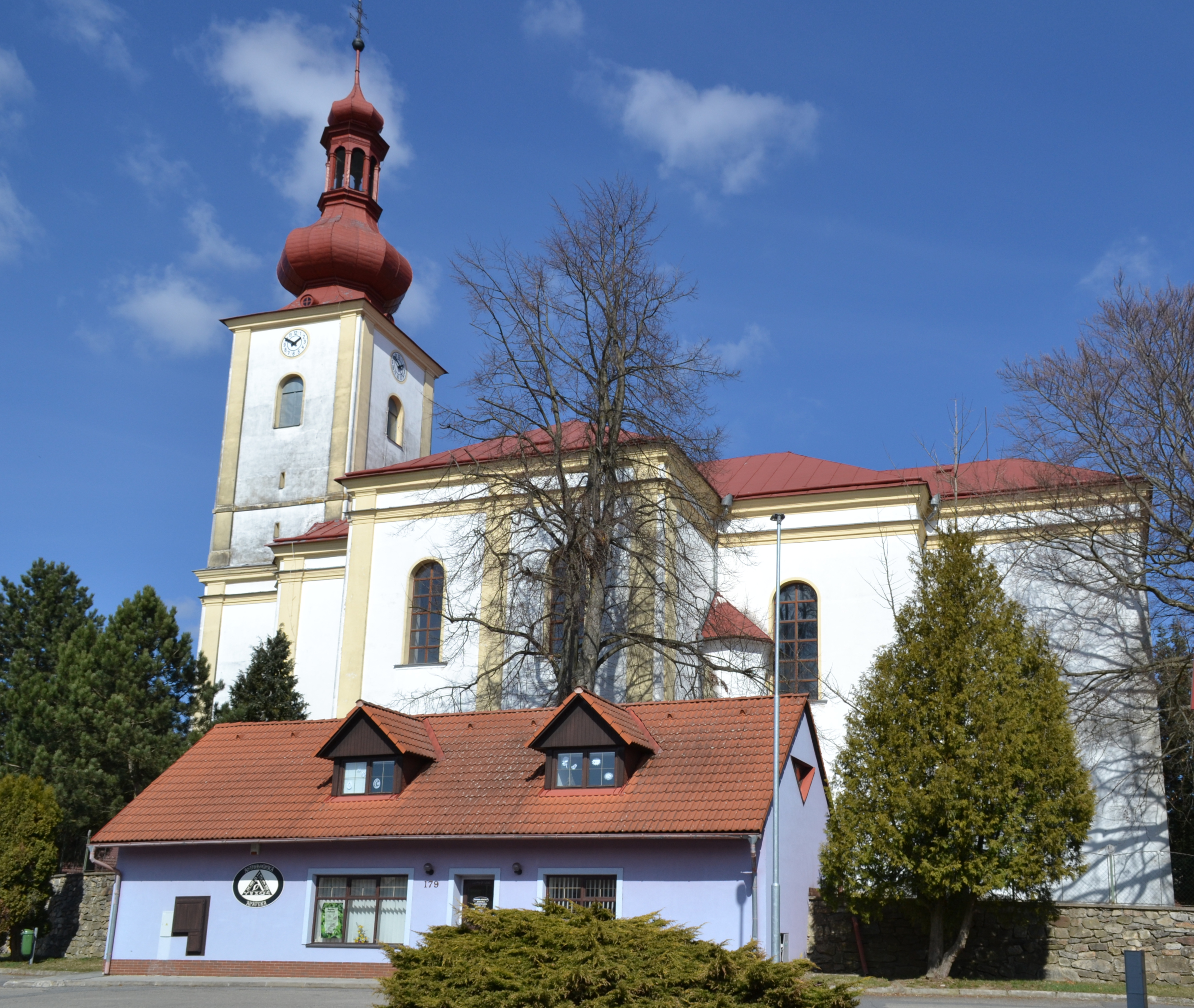
kostel sv. Vavřince
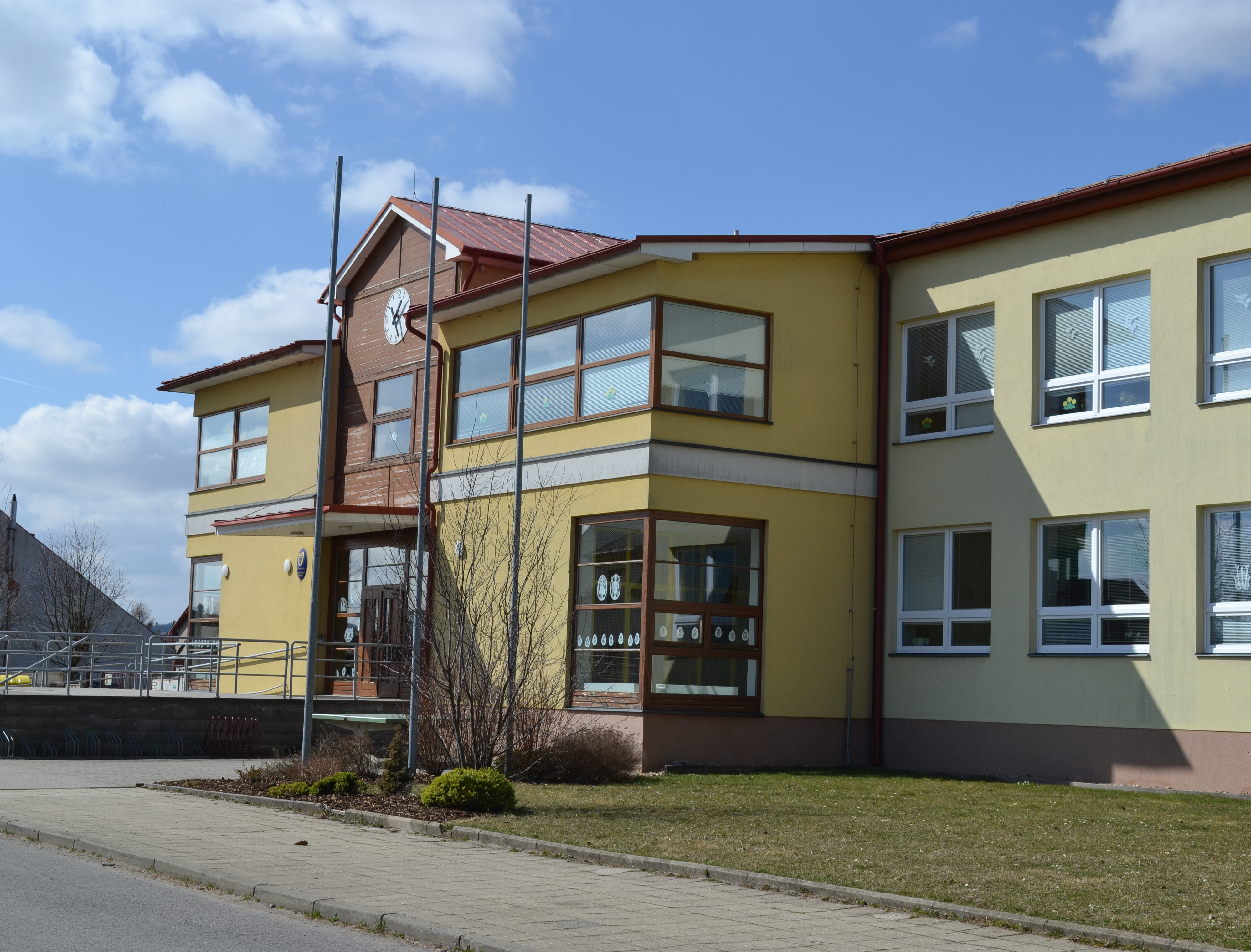
základní škola
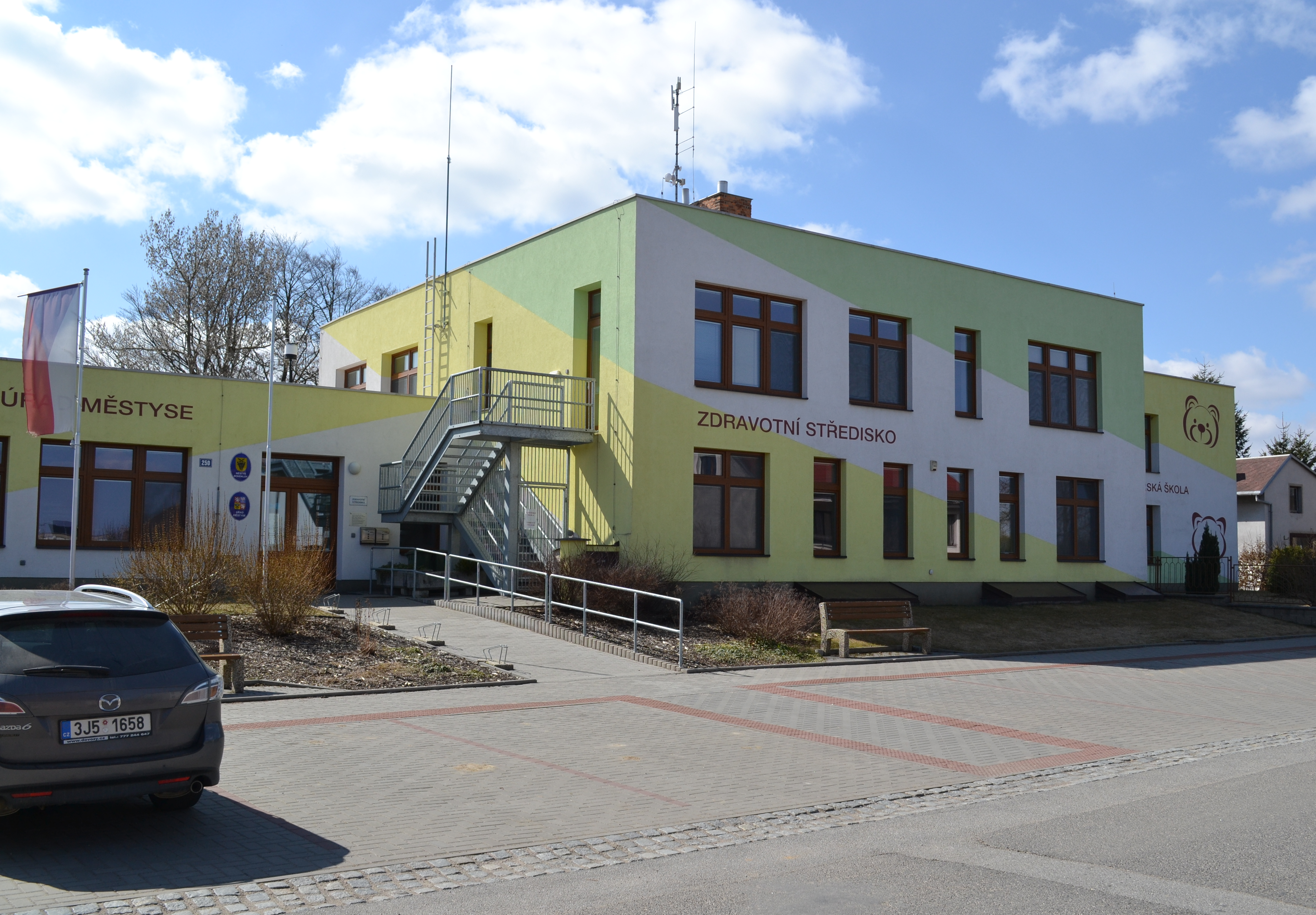
obecní úřad a zdravotní středisko
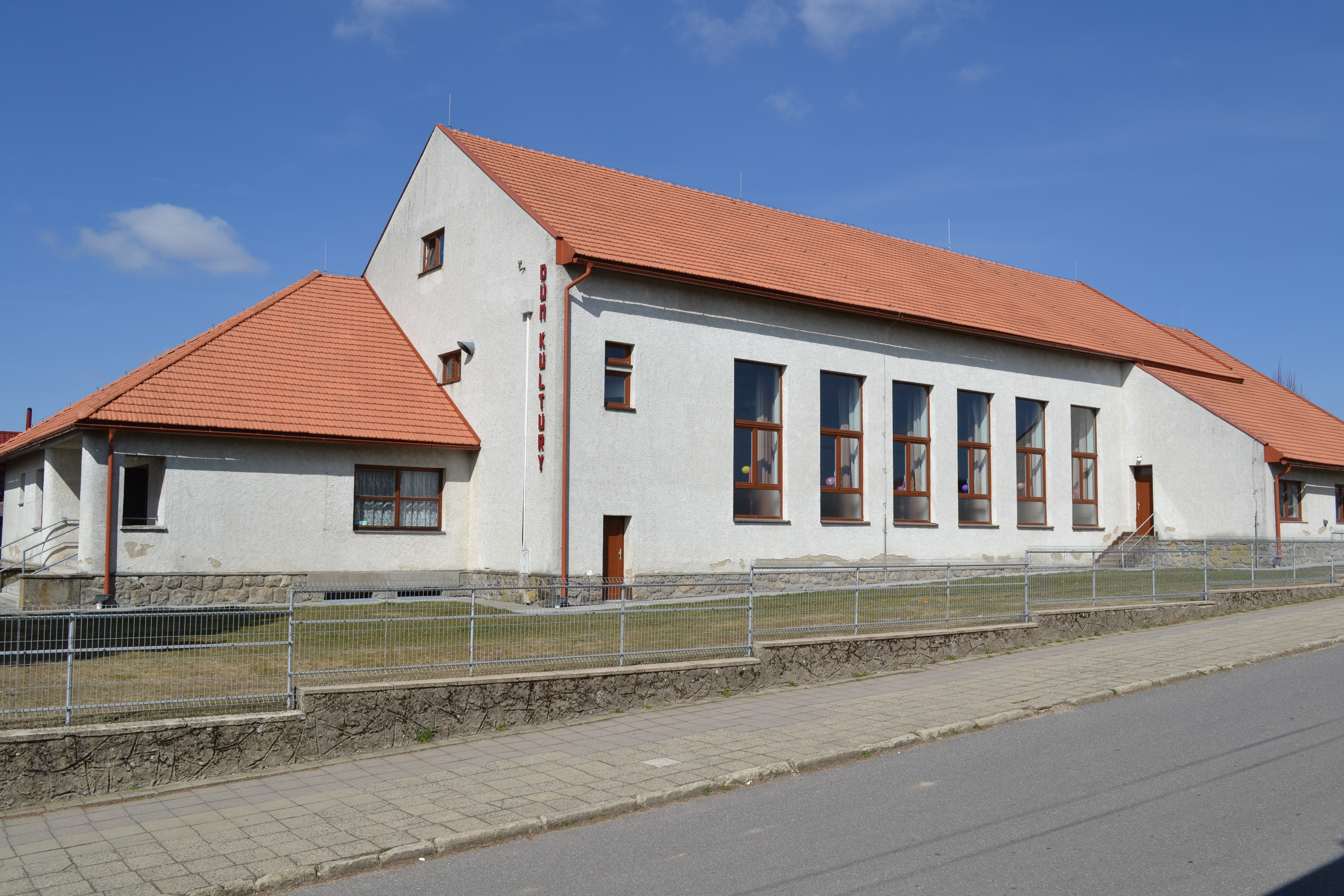
Dům kultury
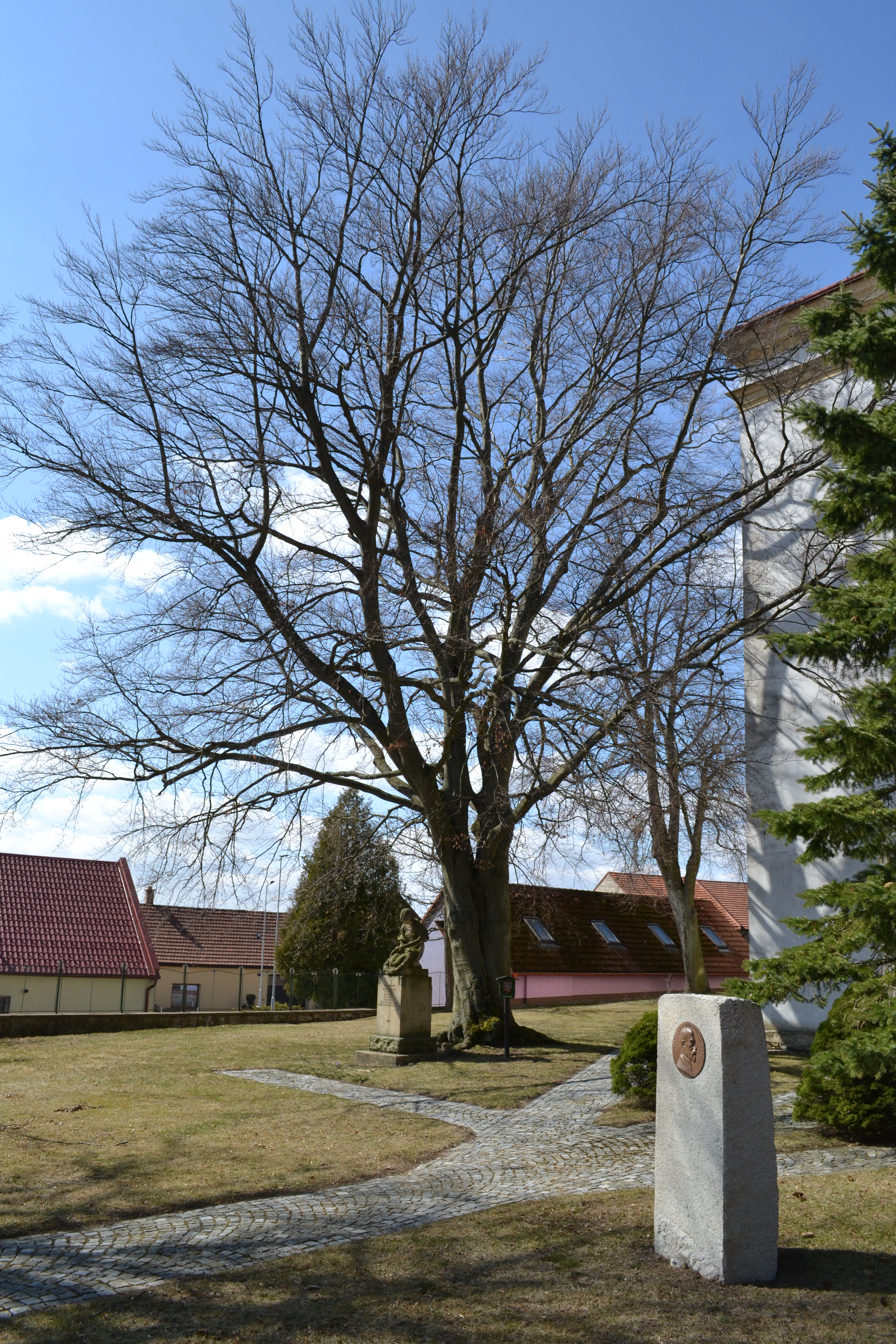
památný buk u kostela
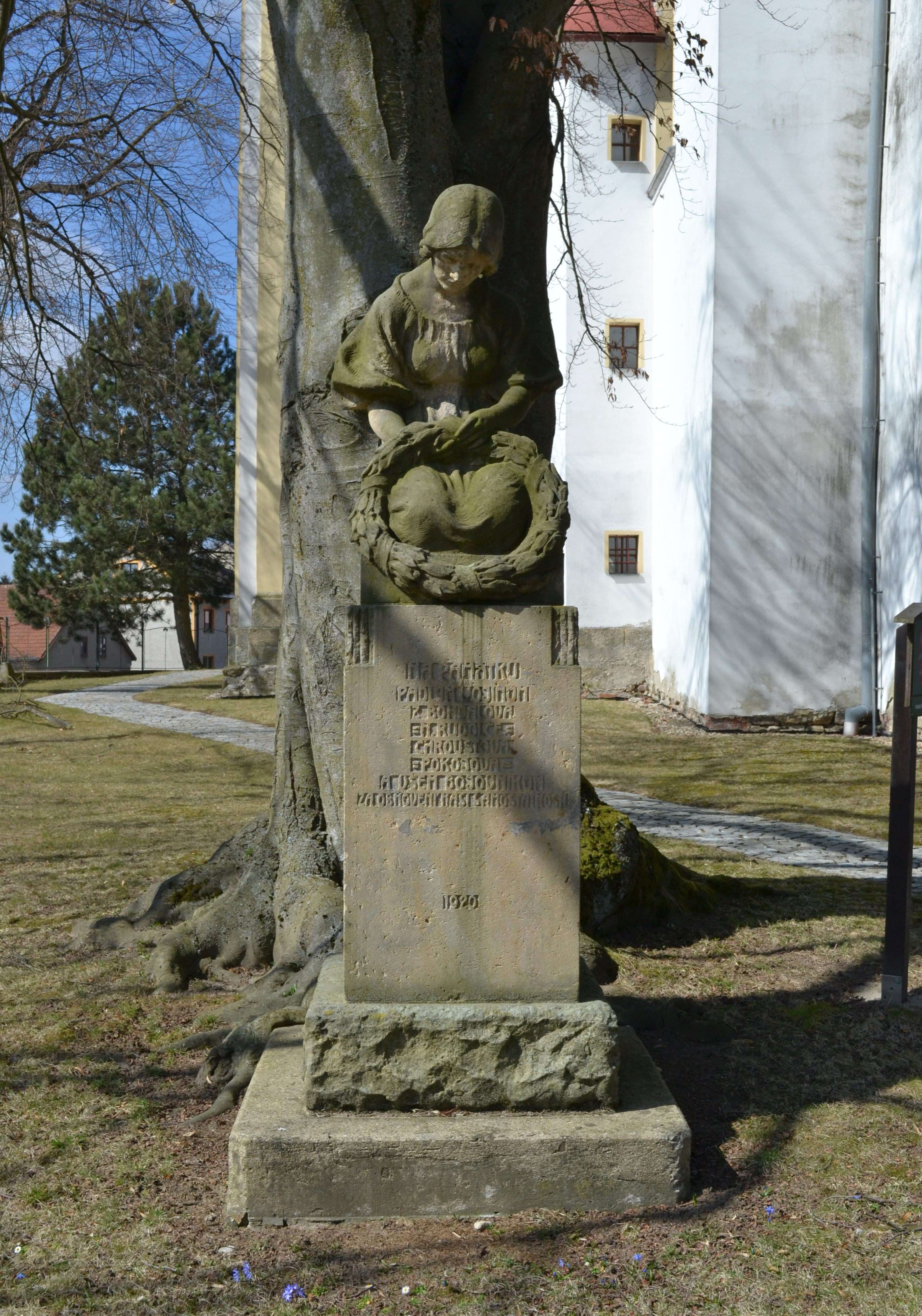
pomník padlým
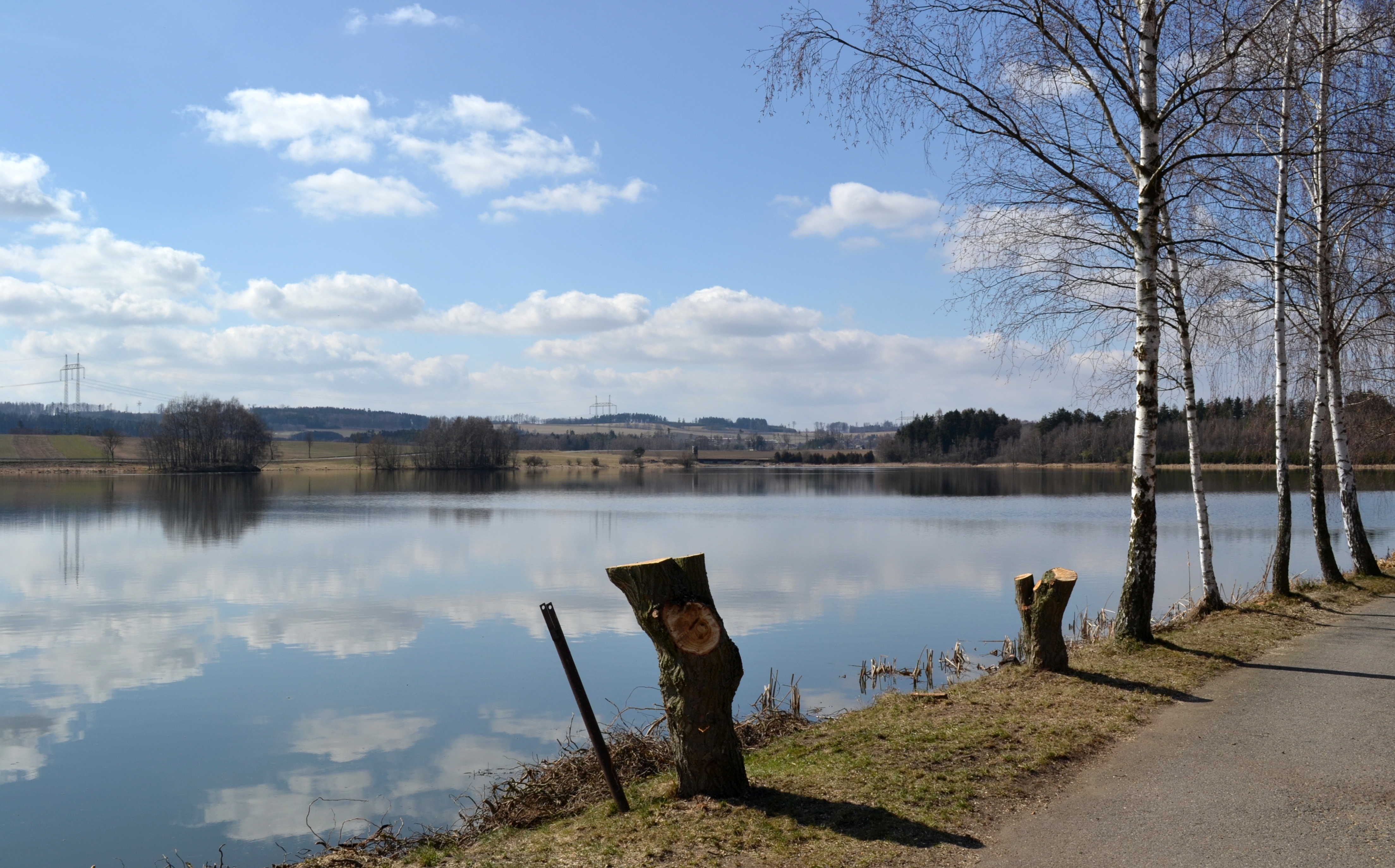
Záhumenní rybník